# Baptisme spirituel
Le Baptisme spirituel (en anglais : Spiritual baptism) est un mouvement religieux syncrétique afro-américain surtout présente à Trinité-et-Tobago. Ses fidèles furent interdits de pratiquer leur foi entre 1917 et le 30 mars 1951. Depuis cette date, le 30 mars est le Spiritual Baptist Liberation Day (en), un jour férié à Trinité-et-Tobago.

## Historique
La foi baptiste a été apportée à Trinité par les Merikins (en),d'anciens esclaves américains recrutés par les Britanniques pour combattre, comme le Corps des marines coloniaux, contre les Américains pendant la Guerre anglo-américaine de 1812. Après la fin de la guerre, ces ex-esclaves ont été installés à Trinidad, à l’est de la Région de Princes Town dans six villages, depuis appelés les Villages de la Compagnie. Ces colons ont apporté une foi baptiste vivifiée par le Second grand réveil, avec une part de la culture Gullah pour ceux venant de Georgie.
Peu de temps après, des missionnaires de la Société missionnaire baptiste (BMS) viennent dans ces mêmes villages pour évangéliser les habitants. Rapidement les habitants de ces villages se divisent en trois groupes : les "London Baptists" qui s'affilient à la BMS, les "Independent Baptists" qui adhèrent à la doctrine de la BMS, mais préfèrent avoir un leadership local, enfin les "Spiritual" or "Shouter Baptists" qui mêlent à leur croyance baptiste des pratiques tendant à vouloir "se maintenir dans l'Esprit Saint" pour attraper le pouvoir de l'Esprit.
Leurs pratiques religieuses extrêmement bruyantes est le motif officiel de la prohibition de leurs rassemblements par l’ordonnance du 16 novembre 1917. En effet,pendant le culte, les participants dansaient, criaient, tremblaient et tombaient au sol dans des convulsions. Un tel comportement a été jugé inconvenant par les éléments plus traditionnels et conservateurs de la société. De plus, les églises établies considéraient ces comportements comme païens et barbares. Bien que non dit ouvertement, la vraie raison de l’antagonisme envers les baptistes était surtout que leurs pratiques étaient d’origine africaine, donc associées à la honte et à la dégradation de l’esclavage, et une grande partie de la population de Trinité ne voulait pas qu’on le rappelle. D’où la forte pression pour que la religion baptiste spirituelle soit interdite.
Les fidèles sont alors arrêtés, battus et emprisonnés s’ils sont pris à pratiquer leur religion. De plus l’ordonnance leur interdit d’ériger ou de maintenir une Shouters House ou de tenir des réunions. Les propriétaires sont tenus de signaler toute réunion à la police et cette dernière est autorisée à entrer dans un immeuble où une réunion était tenue sans mandat. Les Baptistes spirituels fuient vers les collines et les forêts pour pratiquer leur religion, mais la police les poursuis et brutalise.
Au cours des années 1920 et 1930, les baptistes spirituels mènent de nombreuses batailles judiciaires et tentent de contrecarrer les perceptions négatives de leur foi.
Ce n’est que lorsque Tubal Uriah Butler (en) un dirigeant syndical important et baptiste spirituel dévoué prend l’ascendant dans le mouvement ouvrier trinidadien que le regard sur les Baptistes spirituels changent. Ses réunions publiques rappelaient une réunion de prière baptiste et il donne ainsi à la religion une certaine légitimité bien qu’il a été emprisonné pour ses croyances politiques et religieuses.
En 1940, Elton George Griffith rassemble différentes congrégations pour former la  West Indian Evangelical Spiritual Baptist Faith dont il devient l'évêque. Ils présentent alors une pétition au Conseil législatif demandant l’abrogation de l’ordonnance, mais fallut plusieurs années pour que sous le gouvernement d'Albert Gomes la prohibition du Baptisme spirituel soit levé le 30 mars 1951.